# Episodi di Come fai sbagli
La prima stagione della serie televisiva Come fai sbagli è trasmessa in prima visione assoluta da Rai 1 e su Rai HD dal 20 marzo 2016.
| nº | Titolo                                          | Prima visione  |
| -- | ----------------------------------------------- | -------------- |
| 1  | Capitolo uno - Un marziano dentro casa          | 20 marzo 2016  |
| 2  | Capitolo due - La correzione dell'errore        | 20 marzo 2016  |
| 3  | Capitolo tre - Non barare                       | 27 marzo 2016  |
| 4  | Capitolo quattro - La lunga estate del genitore | 27 marzo 2016  |
| 5  | Capitolo cinque - Una pillola amara             | 3 aprile 2016  |
| 6  | Capitolo sei - Un'indagine fallimentare         | 3 aprile 2016  |
| 7  | Capitolo sette - I genitori e lo zen            | 10 aprile 2016 |
| 8  | Capitolo otto - L'ospite inatteso               | 10 aprile 2016 |
| 9  | Capitolo nove - Presente/assente                | 17 aprile 2016 |
| 10 | Capitolo dieci - I figli degli altri            | 17 aprile 2016 |
| 11 | Capitolo undici - La prospettiva del figlio     | 24 aprile 2016 |
| 12 | Capitolo dodici - Riti di passaggio             | 24 aprile 2016 |

## Capitolo uno - Un marziano dentro casa

### Trama
Giulio Piccardo e Zoe Spinelli si ritrovano con tre materie da rimandare. La famiglia Spinelli, però, non ha solo i problemi di Zoe da risolvere, ma anche della pagella "troppo perfetta " di Diego. Intanto Diego fa conoscenza con la signora Evelina, la vicina di casa.

## Capitolo due - La correzione dell'errore

### Trama
Le rispettive carriere lavorative di Zoe e Giulio si esauriscono in pochi giorni. Sufficienti a Giulio per capire quanto suo padre venga deriso alla Prometeo Calor per il suo atteggiamento pomposo e gli abiti antiquati.

## Capitolo tre - Non barare

### Trama
Iniziano le lezioni di matematica di Nora a Giulio e Zoe. Lui è felicissimo mentre Zoe elabora un piano per evitare gli esami di riparazione e andare in vacanza al mare con il padre.

## Capitolo quattro - La lunga estate del genitore

### Trama
Zoe parte per la sua vacanza con il padre, mentre Irene, per evitare di partire con gli scout escogita un sistema estremo per attirare l'attenzione dei genitori.

## Capitolo cinque - Una pillola amara

### Trama
Gli Spinelli sono ancora in vacanza e il povero Diego vorrebbe fare i compiti tra il disimpegno generale mentre Zoe cerca con ogni mezzo di rientrare prima.

## Capitolo sei - Un'indagine fallimentare

### Trama
Ricomincia la scuola. Zoe e Irene sono nella stessa classe, una sezione molto difficile.

## Capitolo sette - I genitori e lo zen

### Trama
Walter è sempre più in difficoltà in ufficio: una stagista gli sta facendo le scarpe. Zoe ha capito di piacere a Giulio e vuol vedere quando può tirare la corda.

## Capitolo otto - L'ospite inatteso

### Trama
Rovere de La Stella affida a Paolo un suo giovane e incapace nipote perché gli faccia da mentore.

## Capitolo nove - Presente/assente

### Trama
Zoe scopre il vero motivo per cui suo padre era così contento di ospitarla... VaIeria chiede un periodo di aspettativa per essere una madre più presente.

## Capitolo dieci - I figli degli altri

### Trama
Laura vuole riciclare le cose preparate per 'De La Stella' in una cena dei genitori della classe, ma Irene decide di boicottarla...

## Capitolo undici - La prospettiva del figlio

### Trama
Il Natale è alle porte e Paolo, che aspettava finalmente la promozione, scopre che il posto in azienda, che tanto agognava è stato assegnato al nipote di De La Stella.

## Capitolo dodici - Riti di passaggio

### Trama
Il Natale si presenta sotto i peggiori auspici: i genitori di Paolo intendono passare le feste a casa Piccardo e questo mette in grande agitazione Laura.